# Никола Рачки
Никола Рачки – Кољка (Делнице, 14. новембар 1914 — Загреб, 26. јун 1994) био је учесник Народноослободилачке борбе, друштвено-политички радник СР Хрватске и народни херој Југославије.

## Биографија
Рођен је 1914. године у Делницама, у сиромашној радничкој породици. Основну школу и опанчарски занат завршио је у родном месту. После завршеног науковања, запослио се као опанчарски радник у Делницама.
У радничком покрету активно је почео да учествује од 1935, а члан Комунистичке партије Југославије постао је 1936. године. Партијска организација у Делницама у то је време радила на синдикалном организовању радника, те организовању радничких штрајкова. Делнички комунисти су на радничкој листи победили на општинским изборима 1936. године. Исте је године дошло до провале у делничкој партијској организацији. Похапшенио су многи комунисти, међу којима и Рачки. Суд у Београду осудио га је на годину дана робије.
После повратка с робије наставио је да ради у партијској организацији и УРС-овим синдикатима. Био је активан уочи парламентарних избора 1938. године. Захваљујући агитацији комуниста, листа удружене опозиције је у Делницама однела победу.
На котарској партијској конференцији, одржаној крајем 1939. године, Рачки је био изабран за члана Котарског комитета КПХ. Ту је функцију обављао све до 1942, када је био постављен за секретара Котарског комитета.

### Народноослободилачка борба
Након окупације Југославије 1941, Рачки је радио на припремама за оружани устанак у Горском котару. С групом Делничана отишао је у партизанску јединицу 15/16. јула 1941. године. У Делничкој партизанској чети вршио је функцију секретара партијске организације, а почетком 1942. преузео је дужност политичког комесара.
У септембру и октобру 1941. године, Делничка чета је извршила низ успешних акција. Једна од њих била је када је група бораца чете под руководством Рачког успела из складишта експлозива испод Вршића (чабарско-горовски крај) да однесе око 130 килограма динамита и, после напорног марша кроз шуму, донела га у логор чете код Пресике.
Када је почетком 1942. био формиран Трећи батаљон „Горанин“ Приморско-горанског партизанског одреда, Рачки је био постављен за секретара батаљонског бироа. Истовремено је вршио дужност секретара Котарског комитета КПХ за Делнице.
Према директиви Централног комитета КПХ, крајем 1942, био је формиран Окружни комитет КПХ за Горски котар. Приликом његовог формирања 12. новембра 1942, Рачки је постао његов члан. Приликом тога је био ослобођен дужности у партизанској јединици и бавио се искључиво политичким радом. Крајем августа 1943, одлучено је да преузме дужност секретара Окружног комитета. Ситуација настала око капитулације Италије одгодила је извршење ове одлуке, па је дужност секретара Никола Рачки преузео тек 20. септембра 1943. године.
У периоду капитулације Италије, активно је учествовао у разоружавању италијанске војске и мобилизацији нових бораца за НОВЈ. С неколико је другова 9. септембра 1943. ушао у Делнице и, упркос бројном италијанском гарнизону, организовао митинг након којег се више од 100 добровољаца пријавило у НОВЈ. Следећег дана, гарнизон у Делницама је био разоружан, као и остале италијанске јединице у Горском котару.
Када је у јуну 1944. године био формиран Окружни одбор ЈНОФ-а за Горски котар, Рачки је био изабран за секретара Окружног одбора.

### Послератна каријера
После завршетка рата, вршио је разне државне и партијске функције. Био је секретар Окружног комитета за Хрватско приморје и Горски котар, начелник Организационо-инструкторске управе ЦК КПХ, председник Обласног Народног одбора у Бјеловару, секретар Градског комитета КПХ за Ријеку, секретар Среског комитета СКХ у Ријеци, члан Централног комитета СКХ, посланик у Сабору Хрватске и остало.
Умро је 1994. године.
Носилац је Партизанске споменице 1941. и више југословенских одликовања. Орденом народног хероја одликован је 27. новембра 1953. године.
Године 2006, у Алеји народних хероја градског парка у Делницама подигнута му је биста.